# Oumin Dol
Oumin Dol ou Umin Dol (en macédonien Умин Дол) est un village du nord de la Macédoine du Nord, situé dans la municipalité de Koumanovo. Le village comptait 442 habitants en 2002. Sa population est majoritairement serbe.

## Démographie
Lors du recensement de 2002, le village comptait :
- Serbes : 226
- Macédoniens : 218
- Autres : 2